# Kirk Hammett
Kirk Lee Hammett (San Francisco, 18 novembre 1962) è un chitarrista e compositore statunitense.
Cofondatore degli Exodus nel 1980, dopo l'allontanamento di Dave Mustaine viene scelto nel 1983 come chitarrista solista dei Metallica, con cui troverà fama mondiale.
Ritenuto uno dei più eminenti chitarristi della scena thrash metal, è stato classificato al secondo posto insieme a James Hetfield nella classifica di Guitar World sui cento più grandi chitarristi metal di sempre dietro a Tony Iommi.

## Biografia

### Primi anni
Figlio di Dennis L. Hammett (appartenente alla marina mercantile), di origini inglesi, tedesche, scozzesi e irlandesi, e Teofila "Chefela", di origini filippine. Trasferitosi con la famiglia sulla parte occidentale della Baia di San Francisco quando era ancora bambino, Kirk cresce ad El Sobrante, dove frequenta la De Anza High School. Fin da giovane inizia ad interessarsi alla musica, ed in particolare alla vasta collezione di chitarre, bassi e album hard rock del fratello maggiore Sigmund. Una delle figure che maggiormente lo colpiscono è quella di Jimi Hendrix, tant'è che all'età di quindici anni, quando inizia a suonare la chitarra, si esibisce in cover di alcuni suoi assoli. La sua prima chitarra è un modello speciale della Montgomery Ward, ed il suo primo amplificatore una scatola da scarpe con uno speaker da 4 pollici. Dopo pochi anni Hammett decide di passare ad una chitarra più prestigiosa: una Fender Stratocaster del 1978. Sempre alla ricerca di un suono personalizzato, Hammett scambia la sua chitarra con una Gibson Flying V del 1974, chitarra che entrerà a far parte della sua collezione privata e che tuttora utilizza per registrare alcuni brani con i Metallica. Per poter acquistare anche un buon amplificatore, inizierà a lavorare da Burger King e, con i guadagni, acquisterà un Marshall.

### Exodus e Metallica
Nel 1980, all'età di 18 anni, Hammett fonda assieme al batterista Tom Hunting gli Exodus. Ai due si uniranno il cantante Paul Baloff, Gary Holt alla chitarra e Geoff Andrews al basso. Nel 1982 registrerà con loro il primo demo del gruppo 1982 Demo.
Assieme agli Exodus, il chitarrista si troverà ad aprire per ben due volte (nel 1982 e nel 1983) il concerto dei Metallica, gruppo thrash metal nato in quegli anni e divenuto subito celebre. E sarà proprio il primo manager degli Exodus, Mark Whittaker, a consigliare Hammett alla formazione, alla ricerca di un nuovo chitarrista dopo aver allontanato Dave Mustaine per abuso di sostanze stupefacenti. Trovati i soldi per raggiungere il gruppo nell'East Coast, il 1º aprile Hammett partecipa ad un provino e viene scelto come nuovo chitarrista solista.
Primo compito di Hammett è la registrazione delle parti di chitarra per l'album di debutto Kill 'Em All, in cui riprende in mano anche alcuni assoli registrati da Mustaine, tant'è che negli anni a venire vi saranno alcune diatribe fra i due. Registrato l'album, e a seguito del tour promozionale, Hammett deciderà di prendere lezioni di chitarra da Joe Satriani per imparare stili diversi dal metal. Assieme a lui svilupperà nuove tecniche e velocità, eseguendo brani blues, jazz e di musica classica. Hammett è uno dei più noti chitarristi ad aver avuto Satriani come maestro.
Nel frattempo l'esperienza con i Metallica prosegue: Hammett inizia a contribuire con numerosi riff, fra cui alcuni rimasti celebri nella storia del gruppo. A partire dal Black Album, parteciperà ancora più attivamente alla stesura dei brani. La grande svolta di Load e ReLoad si deve ad Hammett e a Lars Ulrich, d'accordo sull'idea di sviluppare sound moderni e differenti più vicini all'hard rock, mentre James Hetfield e Jason Newsted, rispettivamente chitarrista-cantante e bassista, erano favorevoli a sound metal, come quelli dei precedenti album. Lo stile di Hammett è caratterizzato dall'uso estensivo del pedale wah wah, soprattutto all'interno degli assoli. Hammett in un'intervista disse anche che «il wah-wah è un'estensione della mia personalità».
Nell'ottavo album del gruppo, St. Anger non vengono presentati assoli e virtuosismi, secondo quanto scelto dal produttore Bob Rock. A partire dal successivo disco, ovvero Death Magnetic, il gruppo torna a fare uso di riff e assoli creativi come nei vecchi album dei Metallica.

### Altre attività
Grande appassionato di film horror, Hammett ha scritto un libro intitolato Too Much Horror Business e pubblicato nel 2012 dalla Abrams Books e creato un festival a tema nel 2014 chiamato Kirk Von Hammett's Fear FestEvil. Nel 2019 viene tenuta la mostra It's Alive! Classic Horror and Sci-Fi Art from the Kirk Hammett Collection, nell'ambito della quale il chitarrista espone la sua immensa collezione di cimeli e fumetti a tema horror e fantascientifico. Inoltre, compone musica classica insieme alla moglie Lani.
Nel 2022 ha fatto il suo debutto come artista solista attraverso la pubblicazione dell'EP Portals, composto da quattro brani strumentali. Nello stesso anno è anche apparso in un cameo nel film Metal Lords, nel quale interpreta sé stesso.

## Discografia

### Da solista
EP
- 2022 – Portals

Singoli
- 2022 – High Plains Drifter

### Con gli Exodus
- 1982 – 1982 Demo (demo)
- 1983 – Die by His Hand (demo)

### Con i Metallica
- 1983 – Kill 'Em All
- 1984 – Ride the Lightning
- 1986 – Master of Puppets
- 1988 – ...And Justice for All
- 1991 – Metallica
- 1996 – Load
- 1997 – ReLoad
- 2003 – St. Anger
- 2008 – Death Magnetic
- 2011 – Lulu (con Lou Reed)
- 2016 – Hardwired... to Self-Destruct
- 2023 – 72 Seasons

### Collaborazioni
- 2000 – S.O.D. – Kill Yourself: The Movie (video) (cameo nella traccia 15)
- 2014 – Exodus – Blood In, Blood Out (chitarra solista in Salt the Wound)
- 2018 – Michael Schenker Fest – Resurrection (chitarra solista in Heart and Soul)